# Новый Сентег
Новый Сентег — деревня в Завьяловском районе Удмуртии, входит в Люкское сельское поселение. Находится в 23 км к северо-западу от центра Ижевска. Расположена на левом берегу реки Люк, при впадении реки Кияик.

## Население
| 2010 | 2012 |
| ---- | ---- |
| 287  | ↗290 |